# Legend (filme)
Legend (no Brasil, A Lenda; em Portugal, A Lenda da Floresta ou A Lenda da Floresta Negra[carece de fontes?]) é um filme americano de 1985 dirigido por Ridley Scott, realizado pela 20th Century Fox (na Europa) e pela Universal Pictures (nos EUA e Canadá), com Tom Cruise e Mia Sara nos papeis principais.

## Enredo
Jack é o morador de uma floresta encantada, habitada também por seres feéricos, como elfos e unicórnios, além das fadas, que tem de libertar a Princesa Lily do Senhor das Trevas, sob a ameaça de todo o mundo tornar-se um lugar gelado. 

## Elenco
| Ator             | Personagem             |
| ---------------- | ---------------------- |
| Tom Cruise       | Jack                   |
| Mia Sara         | Princesa Lily          |
| Tim Curry        | O Lord das Trevas      |
| David Bennent    | Honeythorn Gump        |
| Alice Playten    | Blix, e a voz de Gump* |
| Billy Barty      | Screwball              |
| Cork Hubbert     | Brown Tom              |
| Peter O'Farrell  | Pox                    |
| Kiran Shah       | Blunder                |
| Annabelle Lanyon | Oona                   |
| Robert Picardo   | Meg Mucklebones        |
| Tina Martin      | Nell                   |

- A voz de Gump foi dublada por Alice Playten porque um executivo achou que a voz de David Bennet soava muito alemã.[2]